# Labuan (Pandeglang)
Labuan is een bestuurslaag in het regentschap Pandeglang van de provincie Banten, Indonesië. Labuan telt 11.413 inwoners (volkstelling 2010).